# Jay Weinberg
Jay Weinberg est un musicien américain, il a été batteur du groupe de nu metal Slipknot. Il est le fils du batteur Max Weinberg. Il a joué avec le groupe de punk rock The Reveling et a tourné en 2009 en tant que batteur avec le E Street Band de Bruce Springsteen, pour remplacer son père. En 2010, il a été brièvement le batteur de Madball. En 2011 et 2012, Jay Weinberg faisait partie du groupe Against Me!. En 2014, Weinberg a remplacé Joey Jordison en tant que batteur du groupe Slipknot jusqu'à novembre 2023. Depuis 2024, il est le batteur de Suicidal tendencies 

## Enfance et éducation
Weinberg est le fils du batteur Max Weinberg, qui a rejoint le E Street Band en 1975 ; sa mère, Rebecca "Becky" (Schick), était une ancienne enseignante. Il a grandi dans le canton de Middletown, New Jersey. Sa mère était méthodiste et son père juif,. Sa sœur est Ali Weinberg Rogin (mariée à Josh Rogin). Enfant, il a joué au hockey sur glace de l'équipe de voyage en tant que gardien de but,,. À 9 ans, il a vu pour la première fois le E Street Band lors de leur tournée de la Réunion 1999-2000, et a vu des spectacles lors de cette tournée et des tournées suivantes, en particulier en Europe. À peu près au même moment, son père l'a emmené à l'Ozzfest pour voir Slipknot, ce qui lui a donné une forte affinité pour le heavy metal et d'autres genres musicaux intenses. Son père lui a également fait découvrir une grande variété d'autres musiques. Il a commencé à jouer de la guitare à 9 ans, de la basse à 12 ou 13 ans. Il a ensuite commencé à jouer de la batterie à 14 ans, ne recevant que quelques leçons de son père sans beaucoup d'instructions et étant principalement autodidacte,,, en utilisant l'ancien équipement de son père. L'année suivante, il avait fait une apparition sur scène avec le groupe The Used, puis avec les rockers punk The Bouncing Souls . Il a joué dans le groupe de metal du New Jersey Chaosis. Il a fréquenté le lycée régional Rumson-Fair Haven où il a joué dans l'équipe de hockey pendant un certain temps, a joué dans un groupe appelé Sadie Mae et a obtenu son diplôme en 2008,.
Weinberg est diplômé du Stevens Institute of Technology du New Jersey en 2014,. Il a rejoint le groupe punk new-yorkais The Reveling en août 2008, qui joue devant un petit public dans des lieux tels que la boîte de nuit Ace of Clubs à Manhattan, divers endroits à Brooklyn et ailleurs,,. Avec eux, il fait une partie de l'écriture et de l'arrangement des chansons du groupe.

## Apparitions avec Springsteen

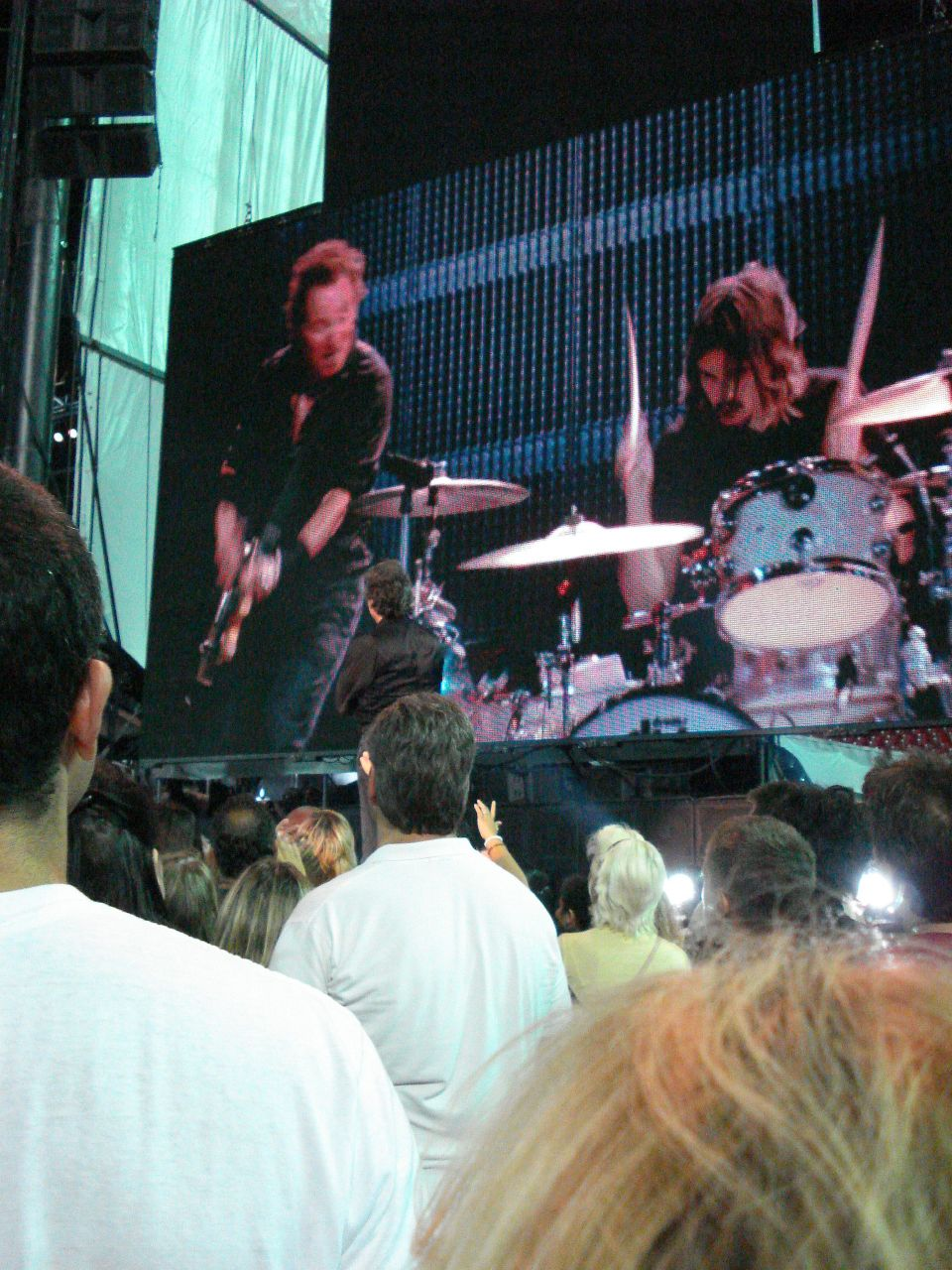
Max Weinberg (debout devant la scène, en chemise noire) regarde son fils Jay sur l'écran vidéo, lors de "Born to Run" au Giants Stadium en 2008

La première apparition de Jay Weinberg avec Springsteen a eu lieu en été 2008, remplaçant son père dans Born to Run au Giants Stadium après avoir regardé de nombreuses autres performances lors du Magic Tour . La tournée Working on a Dream Tour de Springsteen en 2009 a posé un problème à Max Weinberg, car The Tonight Show avec Conan O'Brien à Los Angeles (pour lequel il était le chef d'orchestre de Max Weinberg 7) commençait en même temps que la tournée devait commencer. Le manager de Springsteen, Jon Landau, considérait Weinberg comme « l'arme secrète » pour remplacer son père sans décevoir les fans. Le guitariste de Landau et de E Street, Steve Van Zandt, a attribué les compétences de Jay Weinberg comme un don génétique,.
Une fois que la première partie de la tournée a commencé début avril 2009, Weinberg a joué de plusieurs chansons à la moitié du spectacle à la plupart des dates,,,. Il a reçu une réaction très positive de la part du public et des critiques en tant que « bougie d'allumage » redynamisante  pour le groupe beaucoup plus âgé, avec son style vigoureux aux cheveux longs invitant à des comparaisons avec Dave Grohl et son potentiel pour remplacer son père faisant allusion à Wally Pipp,. Il a commencé à jouer des spectacles complets à la mi-mai 2009 lors de la première étape américaine de la tournée, alors que son père se rendait en Californie pour préparer des essais pour le début de The Tonight Show,. Le rédacteur en chef du magazine Modern Drummer a déclaré qu'un étudiant de première année jouant sur l'une des plus grandes tournées rock de l'année est « certainement une histoire unique ». Weinberg a joué un certain nombre de dates au début de la deuxième étape européenne de la tournée, notamment au festival néerlandais Pinkpop à Landgraaf, aux Pays-Bas, en plus de Bonnaroo à Manchester, au Tennessee. Il a également joué lors de quelques dates de la troisième et dernière manche américaine. Lorsqu'il n'était pas nécessaire pour la tournée de Springsteen, il a continué à jouer pour le Reveling, souvent devant un public trois fois plus petit ; il a dit de la différence, « J'ai aimé la dualité de tout cela... J'aime faire ceci autant que j'aime faire cela. »

## Madball
En février 2010, Weinberg a commencé à jouer avec Madball, un groupe hardcore basé à New York. En juin de cette année-là, il a été annoncé qu'il deviendrait le batteur de leur prochain album Empire et d'une tournée. Cependant, en septembre 2010, le groupe l'a renvoyé, le chanteur de Madball Freddy Cricien disant : « Je laisse Jay partir [à mi-tour] au Canada parce que j'ai juste l'impression qu'il ne représente pas bien ce groupe au niveau du personnage. » En réponse, Weinberg a déclaré qu'il avait déjà quitté le groupe à ce moment-là, et que « même si j'aimais vraiment jouer de la musique, je ne souscris pas à leur choix d'habitudes et de style de vie. En août dernier, alors que j'étais en tournée en Europe, des événements troublants au sein du groupe m'ont indiqué qu'il était temps pour moi de passer à autre chose. »  Dans tous les cas, Weinberg a déclaré que lui et le groupe devraient être fiers d'Empire.

## Against Me!
En novembre 2010, il a été annoncé que Weinberg jouerait de la batterie avec le groupe punk rock Against Me! pour leurs prochains spectacles de 2011, remplaçant le batteur régulier George Rebelo pendant qu'il tourne avec son autre groupe Hot Water Music. Au fur et à mesure que l'année passait, l'arrangement semblait de plus en plus permanent. Weinberg a également joué un peu avec le groupe Fences en 2011. Fin 2011, Against Me! a commencé à enregistrer son premier album avec Weinberg à la batterie. Cependant, en décembre 2012, Weinberg a annoncé via Twitter, sans en avertir les autres membres au préalable, qu'il quittait Against Me. Utilisant Twitter, il a souhaité bonne chance au groupe, mais les autres membres ont en retour tweeté une photo d'une boîte à rythmes .

## Slipknot

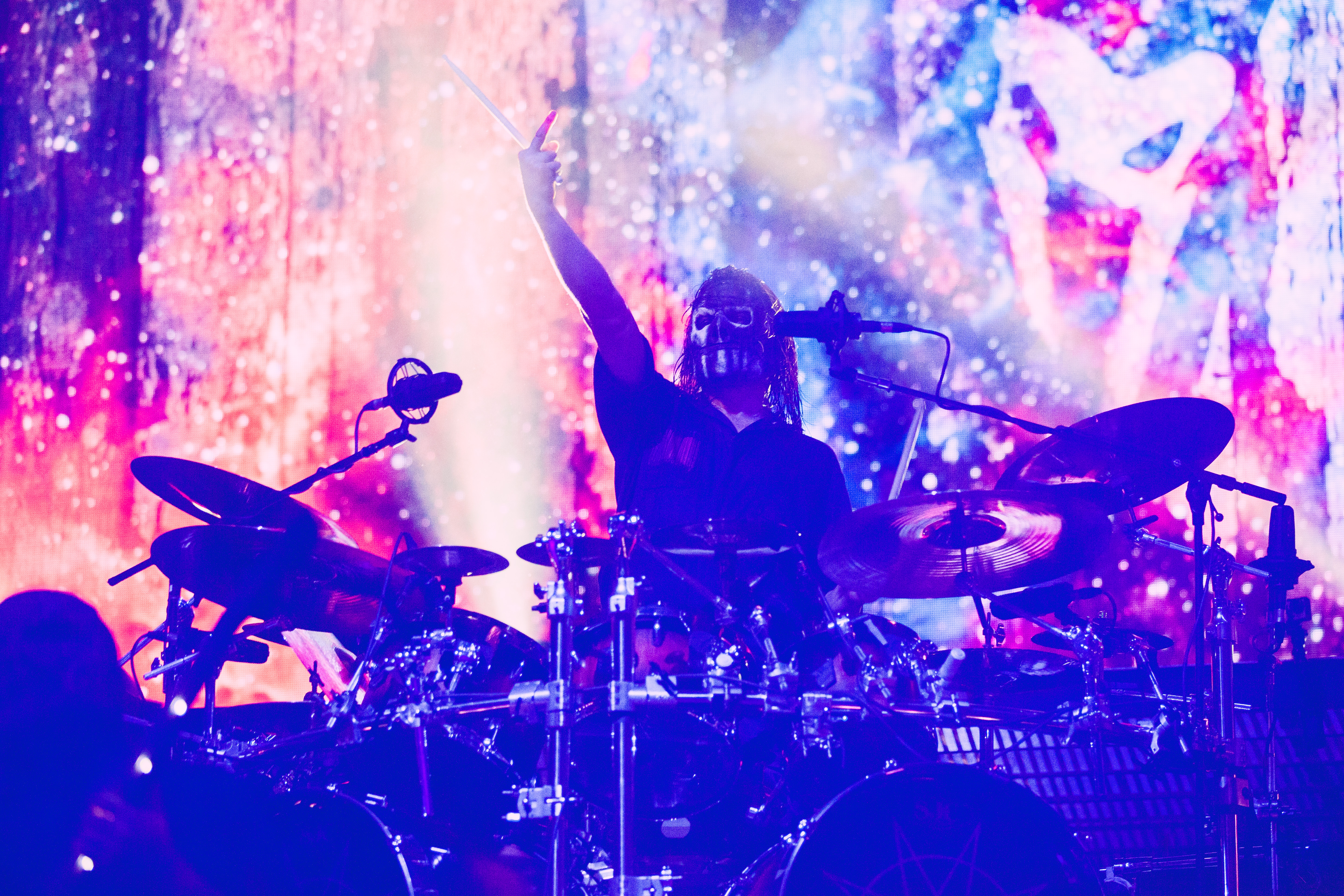
Weinberg se produisant avec Slipknot en 2016.

En 2014, Weinberg est devenu le batteur de Slipknot à la suite du départ de Joey Jordison en décembre 2013. L'identité du batteur n'a pas été officiellement révélé par le groupe ainsi que le nouveau bassiste, Alessandro Venturella, car ils n'étaient pas des membres officiels à ce moment-là. Un ancien technicien de batterie du groupe a divulgué leur itinéraire, révélant en même temps que le batteur est Weinberg. Venturella a également été nommé sur l'itinéraire, bien que les fans l'aient identifié plus tôt par ses tatouages caractéristique à la main. Weinberg a été officiellement annoncé comme le nouveau batteur par Jim Root dans une interview avec Ultimate Guitar le 13 mai 2015. 

Le 5 novembre 2023, Slipknot annonce se séparer de Jay Weinberg dans un communiqué officiel après une « décision créative », le remerciant alors pour « son dévouement et sa passion [au sein du groupe] depuis ces dix dernières années ». Supprimée quelques heures plus tard sur les réseaux sociaux officiels du groupe, l'annonce de son départ reste tout de même visible sur leur site web :
« We would like to thank Jay Weinberg for his dedication and passion over the past ten years. No one can ever replace Joey Jordison’s original sound, style or energy, but Jay honored Joey’s parts and contributed to the last three albums and we, the band, and the fans appreciate it. But as ever, Slipknot is intent on evolving. The band has decided to make a creative decision, and to part ways with Jay. We wish Jay all the best and are very excited for what the future holds. » 

— (Slipknot, slipknot1.com, 5 novembre 2023) 

## Discographie

### Avec The Reveling
- The Reveling (2008)
- 3D Radio (2009) (EP)

### Avec Mad Ball
- Empire (2010)

### Avec Against Me!
- Russian Spies / Occult Enemies (2011) (single hors album)

### Avec Hesitation Wounds
- Hesitation Wounds (2013) (EP)
- Awake for Everything (2016)

### Avec Slipknot
- .5: The Gray Chapter (2014)
- Day of the Gusano (2017)
- All Out Life (2018) (single hors album)
- We Are Not Your Kind (2019)
- The End, So Far (2022)